# Chrysis ignita
Espèce
Chrysis ignita est une espèce d’insectes hyménoptères parasitoïdes. C'est une « guêpe coucou » de la famille des Chrysididae et du genre Chrysis.

## Biologie

### Morphologie

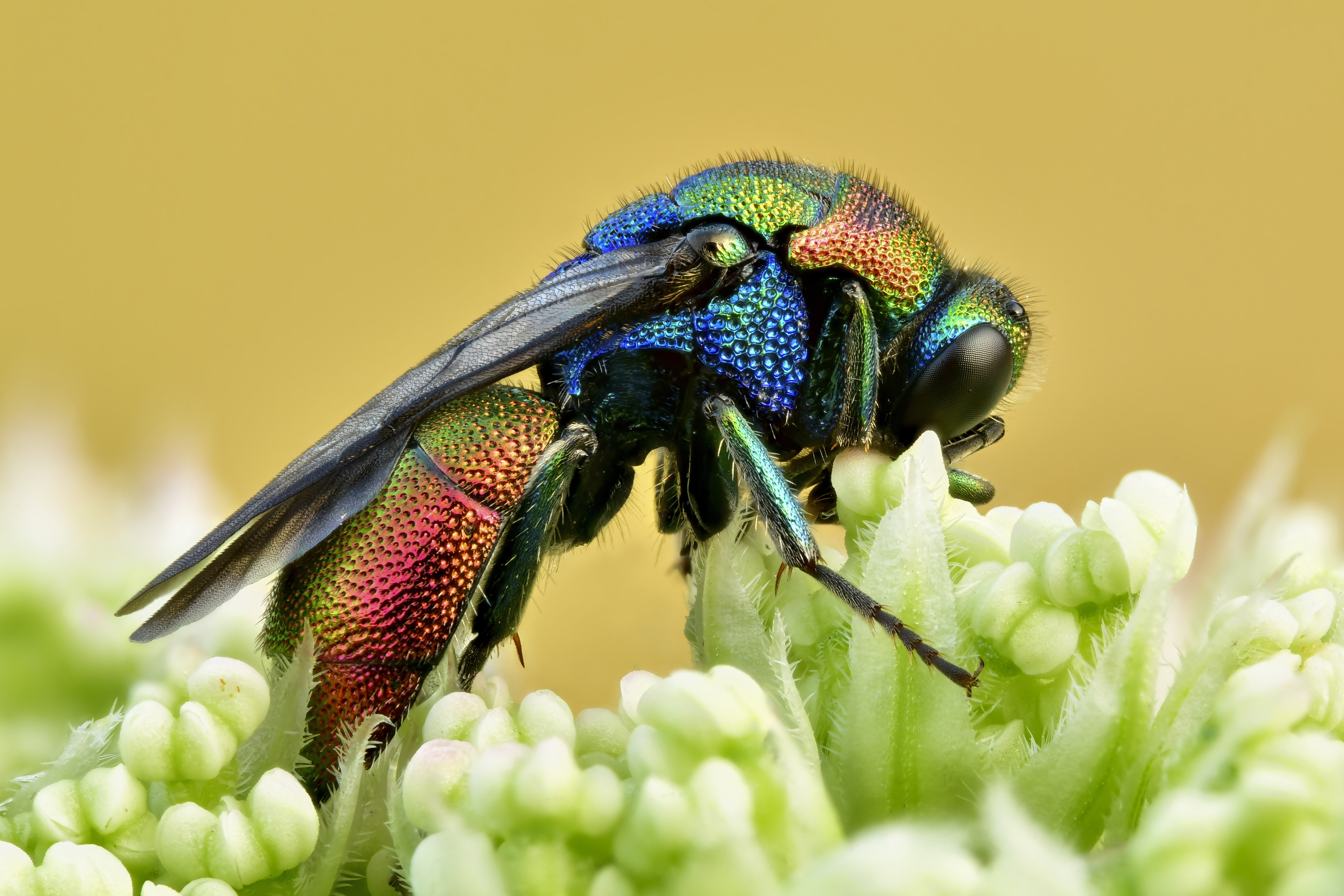
Chrysis ignita dans la réserve naturelle de Wittenberge-Rühstädter Elbniederung. Septembre 2021.

Les imagos ont une taille comprise entre 5 et 10 mm. Le corps aux reflets métalliques est bleu/vert pour la tête et le thorax et rubis pour l’abdomen. La surface inférieure de ce dernier est arrondie pour permettre à l’insecte de se rouler en boule en cas de danger.

### Parasitisme
Comme la plupart des membres de la famille des Chrysididae, Chrysis ignita est une espèce parasitaire des espèces du genre Ancistrocerus (hyménoptères de la famille des Vespidae, sous-famille des Eumeninae). Plus rarement on retrouve des infestations de nids d’Osmia cornuta et d’Osmia rufa,.